# 라이베쿠헨

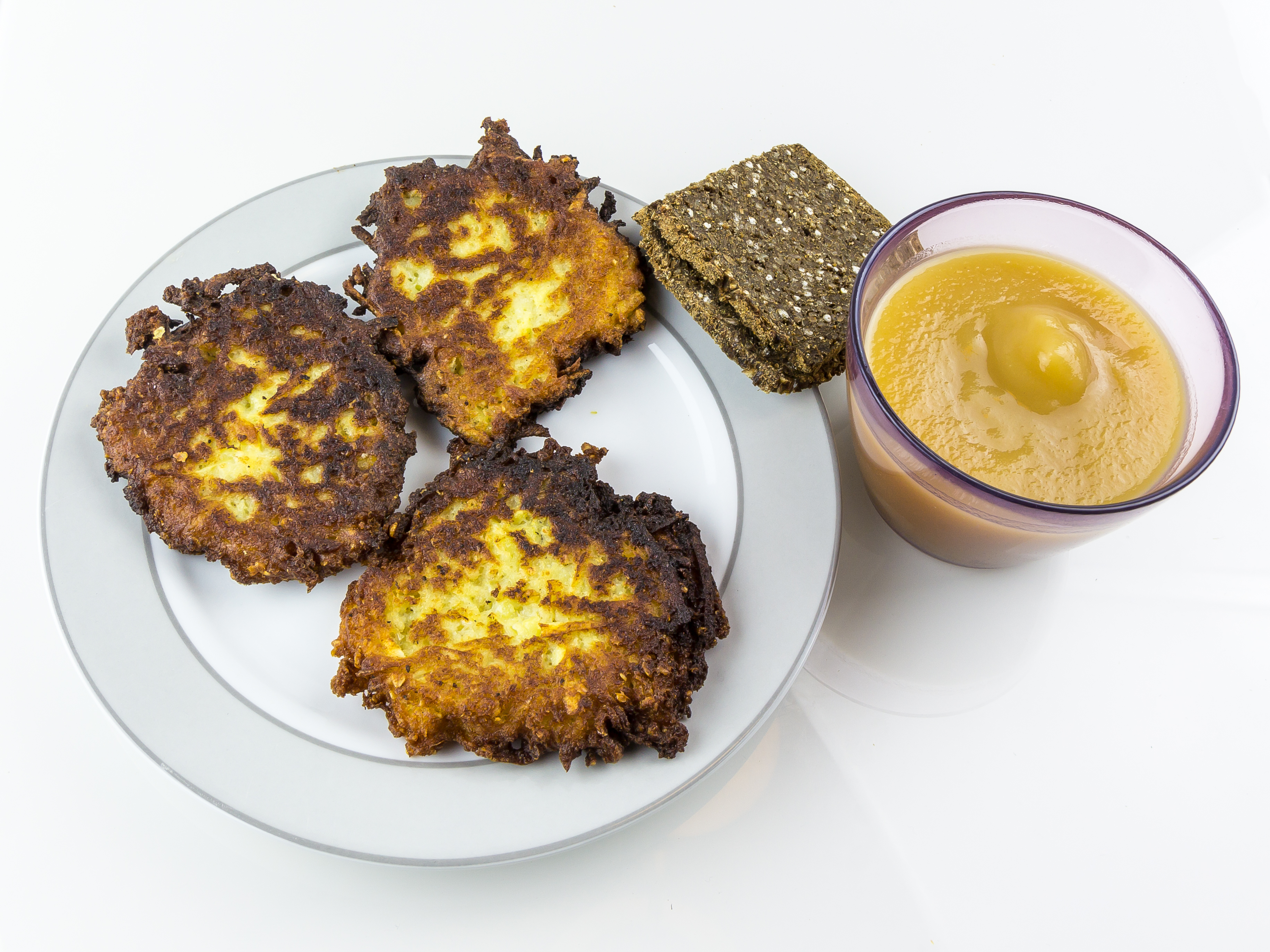
라이베쿠헨

라이베쿠헨(Reibekuchen)은 독일의 감자 요리로, 달걀, 우유, 소금 등으로 간을 한 으깬 감자를 팬케이크 형태로 기름에 구워낸 요리이다. 주로 빵이나 사과 소스와 함께 서빙된다.

## 같이 보기
- 감자 부침
- 고로케
- 크로켓
- 파파이스